# Фёдоров, Валентин Иванович
Валентин Иванович Фёдоров (1 апреля 1921 — 17 декабря 1997) — советский и российский фехтовальщик, тренер по фехтованию. Заслуженный тренер СССР.

## Биография
Родился в 1921 году.
Увлёкся фехтованием ещё в школе.
В 1943 году окончил ГДОИФК имени П. Ф. Лесгафта, во время Великой Отечественной войны был инструктором лыжной и горной физподготовки командирского состава спецгрупп на учебных базах Кавказа и Средней Азии. Прошёл блокаду Ленинграда.
Работал тренером в ШВСМ Ленинграда и в ДСО «Буревестник». В 1946 году — тренер сборной Ленинграда. В 1950-х годах — тренер сборной СССР по фехтованию. Также работал со сборной ГДР (1966—1968 гг.)
Был удостоен почётных званий «Заслуженный тренер РСФСР» (1964) и «Заслуженный тренер СССР». Среди его подопечных — победители и призёры Олимпийских игр и Чемпионатов мира Э. Винокуров, В. Жданович, Б. Мельников. Всего его ученики завоевали шесть золотых и одну серебряную олимпийские медали, 14 золотых медалей на первенствах мира и восемь золотых медалей на чемпионатах СССР.
Занимался также преподавательской деятельностью. Был заведующим кафедрой спортивных единоборств (позже — фехтования и тяжелой атлетики) ГДОИФКа имени П. Ф. Лесгафта в 1973—1984 гг. Доцент (1975). Является автором научных трудов.
Умер в 1997 году. Похоронен на Большеохтинском кладбище в Санкт-Петербурге.

## Награды
- Орден «Знак Почёта» (16.09.1960) — за успешные выступления в XVII летних и VIII зимних Олимпийских играх 1960 года, а также за выдающиеся спортивные достижения[5]